# HR〜ほーむ・るーむ〜
『HR〜ほーむ・るーむ〜』は、長月みそかによる日本の4コマ漫画作品。『まんがタイムきららキャラット』（芳文社刊）にて、2005年6月号から2008年4月号まで連載された。
十代の少女3人とクラスで同じ班の男子の中学2年生から高校1年生までを軸に日常生活や恋愛模様を描く。グレースケールを用いたやわらかさと、4コマ漫画にしては高い密度で描かれた作画が特徴。長月の既存作品とのクロスオーバーやザッピングなどが随所に見受けられるため、登場人物は名前が設定されているだけでも35人にも及ぶ。登場人物は文豪・詩人、地名はバイク・車・玩具メーカーなどからもじった名前が多い。

## 登場人物

### 山葉第二中学校 2年F組6班
梶井素子
主人公級3人の中では比較的凡庸なキャラクター。頭はいいが天然ボケのため実質的な成績はよくない。機械に強く、家業の文具店が納入した学校の事務機器のメンテナンスをこなす。かつてバレエスクールに通っていたが素質がなく断念した過去がある。鉄子。
田山ハナ
素子、千夜に比べ背は低めだが山葉二中ではバスケット部女子キャプテンを務め部員達には慕われている。裏情報の収集力や裏工作に長け「影の生徒会長」と呼ぶ生徒もいるほど。母親とは死別らしく、ギタリストの父と二人暮らし。
中原千夜
山葉二中では美術部所属。ミーハーでお祭り好き。ロリータファッションを愛好。
北原愁一
山葉二中ではバスケット部所属のイケメン男子。頭はよくないが誠実な体育会系。
島崎直木
山葉二中では生徒会に所属し、3年では副会長を務めた。理論派だがツメがあまい。
藤村明雄
山葉二中では写真部所属。6班では一番の長身だがカナヅチ。日ごろはおとなしいが、やるときはやるタイプ。

### 山葉二中の関係者
泉太郎
2年F組担任。数学教師でサッカー部顧問。
夏目琴音
初登場時2年A組。3年では生徒会長を務めた。

### 秋浦高校の関係者
森かもめ
2年生で写真部所属。元新聞部だったが、藤村の写真にほれ込み写真の道へ転身。ハナ同様に小柄な策略家であり、ハナよりも背が低い。キヤノン F-1を愛用。
芥川竜哉
新聞部部長。3年生。散らかった部室でいつも旧いPC（PC-9801）にむかっている。　

### 保護者その他
梶井次郎
素子の父。山葉二中の指定業者である梶井文具店の店主。元バレエダンサーで八雲は後輩にあたる。妻は登場せず、その存在についても作中では一切触れられていない。
田山譲治
ハナの父。親馬鹿のギタリスト。単行本2巻の巻頭ポエムから、妻とは死別していることを察することができるが、その時期については不明。
高村光
千夜の祖父。画家。苗字が違うため母方の祖父と思われる。作中では千夜の母の存在は触れられているが父については触れられていない。
北原柳一
愁一の父。商社マンで東京に単身赴任。息子を東京に呼びたがっている。
柳田八雲
次郎の後輩で「バレエ界のプリンス」と称される有名バレエダンサー。素子が通っていたバレエスクールの先輩でもある。

## 主な舞台
橋沢市
メインの舞台となる架空の町。修学旅行において東京からバスで移動し5時間半後には解散できる距離だったことが見受けられるため（修学旅行篇の大食堂ホワイトボード参照）本州中部ではあるようだ。
橋沢市立山葉第二中学校
きわめてどこにでもありそうな市立中学校。屋上にプールを備えるタイプの校舎。女子は丸襟ブラウスに吊りスカートと襟なしブレザー。男子は詰襟。クラス分けはアルファベット。作中で行われた行事は、文化祭・運動会・マラソン大会・生徒会選挙など。
県立秋浦高等学校
学区内3位の中堅公立高校。女子は1本線のセーラー服。男子はブレザー。主人公の地元である山葉駅からは9駅先にある。
県立穂村高等学校
学区内1位の公立高校。本作主要人物としては島崎直木と夏目琴音だけが進学。女子はブレザー。男子はボタン無しの詰襟。

## クロスオーバー

### すてぃる・ぶるー
長月の処女作であり、初単行本である「あ でい いんざ らいふ」の巻末に収録。
登場人物
- 小宮音子：文化祭パネルのモデルとして登場後、マラソン大会や運動会、花火大会など度々登場する。
- 大隈弥彦：美術部で千夜のライバルとして登場。音子同様、度々登場。
- 鈴木先生：美術部副顧問や職員室の教師として登場

ザッピング
すてぃる・ぶるーのエピソードの文化祭パネル制作が本作でも描かれている。

### あ でい いんざ らいふ
長月の初単行本である「あ でい いんざ らいふ」のメインエピソード。
登場人物
- 川崎たか子：中学校の洗い場や修学旅行のホテルで隠れてキスをする女生徒として登場。
- 鈴木智早：中学校の洗い場や図書委員として登場。
- 本田つぐみ：運動会やマラソン大会などで登場。

ザッピング
本作第一巻48p「ブルー」3コマ目が、「あ でい いんざ らいふ」第1話と同一時間軸。

## 書誌情報
- 長月みそか 『HR〜ほーむ・るーむ〜』 芳文社〈まんがタイムKRコミックス〉、全2巻
  1. 2006年10月27日発売[1]、ISBN 4-8322-7599-2
  2. 2008年4月26日発売[1]、ISBN 978-4-8322-7692-5

## 関連イラスト
都電の電停
芳文社がコミックマーケットの企業ブースにて販売したイラスト集に掲載した描き下ろしイラスト。単行本第1巻にカバー表3巻き返しとして収録。
都電荒川線の雑司ヶ谷電停（現：都電雑司ヶ谷停留場）で、修学旅行時に藤村が撮影した写真という設定。
カレンダーガール
『まんがタイムキャラット』2006年2月号の表3でカレンダーガールとして掲載された描き下ろしイラスト。単行本第1巻にカラー口絵として収録。
河川敷の橋脚下で北原を待つ千夜を応援する素子とハナ。
キャンプ場の朝
芳文社がコミックマーケットの企業ブースにて販売したイラスト集に掲載した描き下ろしイラスト。単行本第2巻に巻頭扉絵として収録。
渓谷のキャンプ場の朝の光景。